# Duitse kampioenschappen schaatsen allround
De Duitse kampioenschappen schaatsen allround  is een schaatstoernooi dat regelmatig werd gehouden in het gebied dat nu Duitsland is.
De medaillewinnaars van deze kampioenschappen zijn te zien bij:
- Duitse kampioenschappen schaatsen allround vrouwen voor alle medailles bij de vrouwen
- Duitse kampioenschappen schaatsen allround mannen voor alle medailles bij de mannen

 Argentinië · 
 België · 
 Bohemen · 
 Canada · 
 China · 
 DDR · 
 Duitsland (mannen) - (vrouwen) · 
 Estland · 
 Finland · 
 Frankrijk · 
 Hongarije · 
 IJsland · 
 Italië · 
 Japan · 
 Kazachstan · 
 Mongolië · 
 Nederland (mannen) - (vrouwen) · 
 Nieuw-Zeeland ·
 Noorwegen (mannen) - (vrouwen) · 
 Oekraïne · 
 Oostenrijk · 
 Polen · 
 Roemenië · 
 Rusland · 
 Tsjechië · 
 Verenigde Staten · 
 Wit-Rusland · 
 Zuid-Korea · 
 Zweden · 
 Zwitserland